# El Aioun
El Aioun (arabisch العيون) ist eine algerische Gemeinde in der Provinz El Tarf mit 4591 Einwohnern. (Stand: 1998)

## Geographie
El Aioun befindet sich etwa zwei Kilometer westlich der Grenze zu Tunesien. Umgeben wird die Gemeinde von Babouch im Südosten und von Raml Souk im Südwesten.